# Geografia da Fome – 75 Anos Depois: Novos e Velhos Dilemas
Geografia da Fome – 75 Anos Depois: Novos e Velhos Dilemas é um livro organizado por Tereza Campello, Patricia Jaime, Ana Paula Bortoletto e Marina Yamaoka, publicado em 2023.
Elaborada pela Cátedra Josué de Castro de Sistemas Alimentares Saudáveis e Sustentáveis - criada em 2021 e sediada na Faculdade de Saúde Pública da Universidade de São Paulo (FSP/USP) - e por outros pesquisadores convidados, esta obra tem como referência o livro de Josué de Castro, Geografia da Fome, publicado em 1946.
O livro nasceu a partir de um seminário, em tempos de pandemia, com o intuito de discutir a fome em meio a um governo negacionista. 

## Prêmio
10º Prêmio ABEU 2024 - 2º lugar na categoria Ciências da Vida

## Ligações Externas
Geografia da Fome – 75 Anos Depois: Novos e Velhos Dilemas - e-book publicado pela Editora Eletrônica da FSP/USP